# Fierzë (Kukës)
Fierzë è una frazione del comune di Tropojë in Albania (prefettura di Kukës).
Fino alla riforma amministrativa del 2015 era comune autonomo, dopo la riforma è stato accorpato, insieme agli ex-comuni di Bajram Curri, Bujan, Bytyç, Lekbibaj, Llugaj e Margegaj a costituire la municipalità di Tropojë.

## Località
Il comune è formato dall'insieme delle seguenti località:
- Fierze
- Tpla
- Dushaj
- Dege
- Gerg-Lu